# Chinese klapekster
De Chinese klapekster (Lanius sphenocercus) is een zangvogel uit de familie klauwieren (Laniidae).

## Verspreiding en leefgebied
Deze soort komt voor in oostelijk Mongolië, zuidoostelijk Rusland, noordoostelijk China en Korea.

## Status
De grootte van de populatie is niet gekwantificeerd maar de soort wordt omschreven als schaars. Op de Rode lijst van de IUCN heeft deze soort de status niet bedreigd.